# 剛毛粉蝨
剛毛粉蝨（学名：Vasdavidius setiferus）为粉蝨科大衛粉蝨屬下的一个种。